# Múzsák kútja

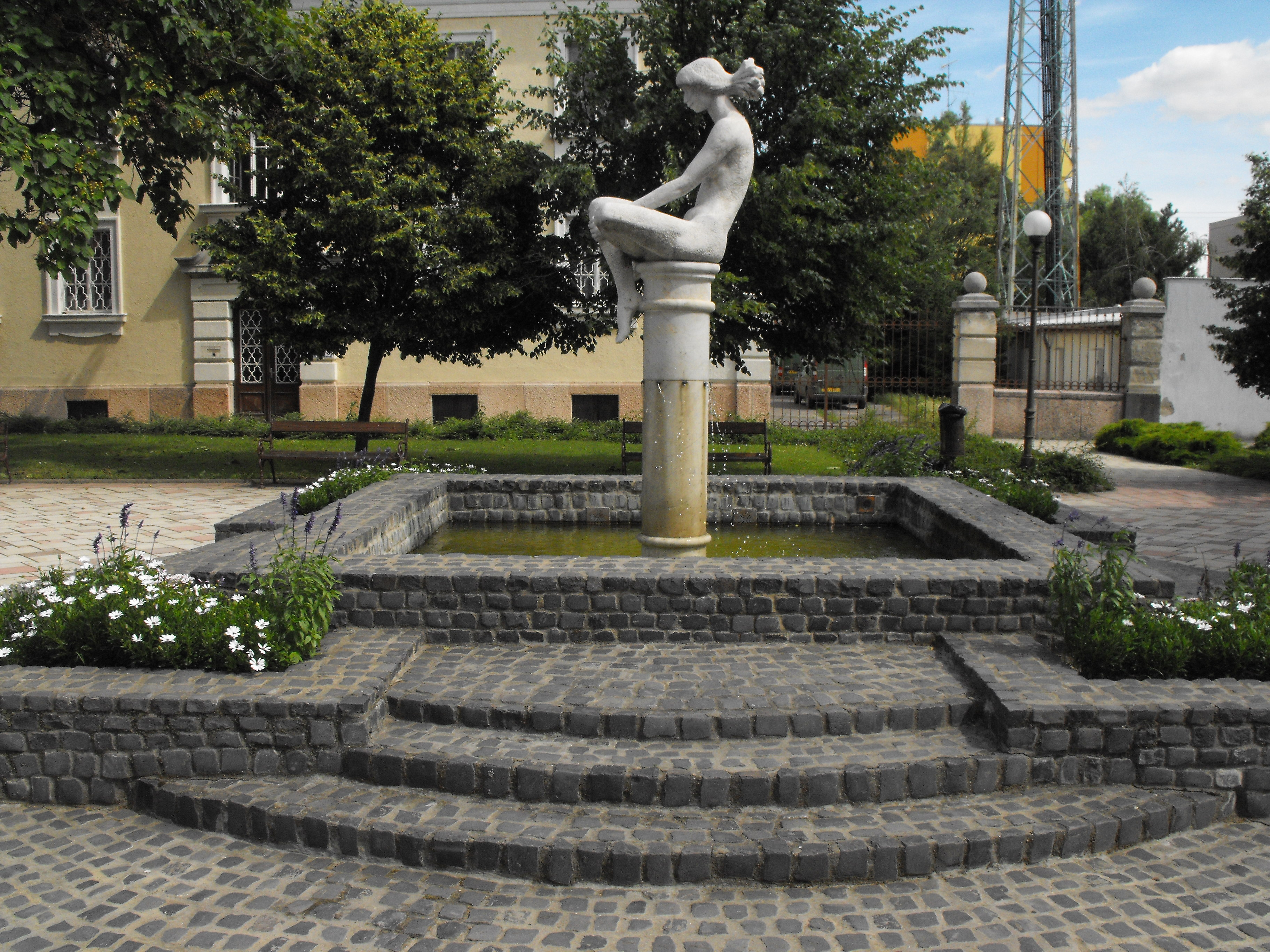
A Múzsák kútja oldalnézetből

A Múzsák kútja Makón, a Posta utcán található; a Hagymaházzal szemben állították föl.
A márványszobor Fritz Mihály alkotása; a bazaltkövekkel határolt medencét Jelencse Julianna tervezte Makovecz Imre irányítása mellett. A víz az oszlopból csordogál, amelyen a múzsa alakja ül, az este beálltával a medencét díszvilágítás teszi hangulatossá. A makói belváros ezen szökőkútját 2000. július 2-án avatták föl Dr. Mihálka György főiskolai tanár, professzor és karnagy jelenlétében. A szobor összességében 313 centiméter magas, ebből a figura 153 centimétert tesz ki.